# Carlo Mazzantini (filosofo)
Carlo Mazzantini (Reconquista, 25 novembre 1895 – Torino, 10 agosto 1971) è stato un filosofo italiano.

## Biografia
Nato in Argentina da genitori italiani, fu ufficiale nell'esercito italiano durante la prima guerra mondiale, subito dopo si laureò presso l'Università di Torino in giurisprudenza (1919), in lettere (1921, con una tesi su Edgar Allan Poe) e infine in filosofia (1922), sotto la guida di Erminio Juvalta e sostenendo una tesi su La speranza dell'immortalità.
Insegnò dapprima in scuole cattoliche torinesi, per poi divenire docente incaricato nel 1937 presso l'ateneo del capoluogo piemontese; divenuto professore di ruolo di storia della filosofia nel 1942 presso l'Università di Cagliari, dal 1949 insegnò all'Università di Genova, e dal 1959 fu nuovamente a Torino.
Fra i suoi più celebri allievi, Augusto del Noce. Studioso di Martin Heidegger, dedicò ampi studi al rapporto fra Benedetto Croce e Giovanni Gentile. Fu socio corrispondente, dal 1953, dell'Accademia delle Scienze di Torino.

## Opere principali
- La speranza nell'immortalità, Torino, Paravia, 1923.
- La lotta per l'evidenza. Studi di metafisica e gnoseologia, Roma, Studium, 1929.
- Il problema delle verità necessarie e la sintesi a priori del Kant, Torino, Edizioni de L'erma, 1935.
- Filosofia perenne e personalità filosofiche, Padova, Cedam, 1942.
- Il tempo. Studio filosofico, Como, E. Cavalleri, 1942.
- La filosofia nel filosofare umano. Storia del pensiero antico, Torino; Roma, Marietti, 1949.
- Filosofia e storia della filosofia, Firenze, [s.n.], 1955.
- Il problema filosofico del libero arbitrio nelle controversie teologiche del secolo XIII, Torino, S. Gheroni, 1962
- La filosofia di G. Scoto Eriugena, Corso di storia della filosofia medioevale, Torino, Tirrenia, 1964.
- L'etica di Kant e di Schopenhauer, Torino, Tirrenia, 1965.
- Il tempo e quattro saggi su Heidegger, Parma, Studium Parmense, 1969.